# Elizabeth Cady Stanton
Elizabeth Cady Stanton (12 tháng 11 năm 1815 – 26 tháng 10 năm 1902) là một nhà lãnh đạo của phong trào quyền phụ nữ ở Hoa Kỳ trong thời gian từ giữa đến cuối những năm 1800. Bà là lực lượng chính đứng sau Công ước Seneca Falls năm 1848, công ước đầu tiên được kêu gọi với mục đích duy nhất là thảo luận về quyền của phụ nữ và là tác giả chính của Declaration of Sentiments. Yêu cầu của bà về quyền bầu cử của phụ nữ đã gây ra một cuộc tranh cãi tại đại hội nhưng nhanh chóng trở thành nguyên lý trung tâm của phong trào nữ giới. Bà cũng tích cực trong các hoạt động cải cách xã hội khác, đặc biệt là chủ nghĩa bãi nô.